# Carl Friedrich Schmidt
Carl Friedrich Schmidt, in lingua russa Фёдор Богданович Шмидт, noto anche come Fjodor Bogdanowitsch Schmidt (Kaisma, 15 gennaio 1832 – San Pietroburgo, 8 novembre 1908), è stato un geologo, paleontologo e botanico estone.

## Biografia
Il padre era amministratore die beni terrieri della famiglia degli Oldekop.
Schmidt frequentò la Domschule e il ginnasio a Reval. Dal 1849 studiò botanica presso l'Università di Tartu, proseguendo poi gli studi a Mosca. Nel 1853 superò il suo esame di candidato e fu ricercatore presso la Società di ricerche naturali di Tartu sulla geologia dell'Estonia. Nel 1855 superò l'esame di Magister in geologia e dal 1856 al 1859 fu assistente e direttore rappresentante presso il Giardino Botanico rappresentante e dal 1858 libero docente a Tartu. 
Dal 1859 al 1863 prese parte ad una spedizione scientifica nella zona dell'Amur e sull'isola di Sachalin (quale seguito della precedente spedizione di Leopold von Schrenck), le cui scoperte egli analizzò successivamente a San Pietroburgo. Nel 1866/67 diresse una spedizione dell'Accademia russa delle Scienze verso la Siberia fino allo Enisej, durante la quale furono trovati anche i resti di un Mammut, il primo esemplare trovato da scienziati con parti molli congelate.
Dopo questa spedizione egli si ammalò e si curò in Germania fino al 1870.
Quindi tornò alle sue ricerche geologiche e paleontologiche nella nativa Estonia (finanziato da rappresentanti della nobiltà estone). Dal 1872 egli fu membro prima aggiunto, poi straordinario e dal 1884 ordinario dell'Accademia russa delle scienze nella divisione di Geognostica e Paleontologia. Inoltre, dal 1873, fu per 27 anni direttore del Museo dell'Accademia russa delle scienze e consigliere segreto. Egli aveva buoni rapporti con Svezia e Germania, visitò tra il 1884 e il 1891 i Congressi internazionali di geologia e fu uno degli organizzatori del congresso del 1897 a San Pietroburgo, per il quale egli condusse un'escursione in Estonia.
Nel 1891 visitò, in occasione del Congresso internazionale di Washington, anche i luoghi di scoperta del Siluriano e dell'Ordoviciano a New York, in Ohio e nel Canada orientale.
Egli visitò fra gli altri i luoghi del siluriano nel Baltico orientale (e i suoi trilobiti) e sul Gotland con opere sulla stratigrafia del Cambriano e Siluriano e la pubblicazione nel 1878 di una carta geologica dell'Estonia e dei dintorni di San Pietroburgo. Egli pubblicò anche opere di geologia delle ere glaciali (i cui detriti egli studiò anche) e sui fossili di pesci del periodo Siluriano.
Per i suoi scritti sui trilobiti egli utilizzò, insieme alle proprie raccolte, quelle di A. F. Volborth (dal 1876 di proprietà dell'Accademia russa) e di E. Eichwald.
Secondo David Bruton le raccolte di Schmidt ammontano a 1408 esemplari di 255 tipi, dei quali 120 erano del tutto nuovi.
Egli è autore di oltre 200 pubblicazioni scientifiche.
Nel 1902 fu insignito della Medaglia Wollaston. Fu dottore honoris causa dell'Università di Königsberg e membro corrispondente dell'Accademia reale prussiana delle scienze (1900), come pure membro della Società geologica di Londra, di quella svedese e di quella tedesca. Inoltre fu membro della Società geografica di Berlino, di una serie di società russe di Scienze naturali, membro onorario dell'Università di Tartu e di Kasan. Dal 1859 fu socio corrispondente della Società scientifica estone.

## Opere
- Untersuchungen über die Silurische Formation von Estland, Nord-Livland und Oesel. Archiv für die Naturkunde Liv-, Est- und Kurlands. Erste Serie, Zweiter Band, 1858, S. 1–248
- Revision der ostbaltischen silurischen Trilobiten, Mémoires de l’Académie Impériale des Sciences de St.-Pétersbourg, 9 Teile, 1881 bis 1907, Teil 3 vom schwedischen Paläontologen Gerhard Holm
- (EN)  On the Silurian (and Cambrian) strata of the Baltic Provinces of Russia, as compared with those of Scandinavia and the British Isles. Quarterly Journal of the Geological Society of London, Band 38, 1882, S. 514–536